# Josef Esser (Rechtswissenschaftler)
Josef Esser (* 12. März 1910 in Schwanheim am Main, heute Teil von Frankfurt am Main; † 21. Juli 1999 in Tübingen) war ein deutscher Rechtswissenschaftler.

## Leben
Josef Esser legte 1928 das Abitur in Frankfurt ab und studierte Rechtswissenschaften in Lausanne, Paris und Frankfurt am Main. Nach dem Staatsexamen war Esser von 1936 bis 1940 als Stadtsyndikus in Mönchengladbach tätig. 1935 wurde er mit einer Arbeit über Zivilrecht (Wert und Bedeutung der Rechtsfiktionen. Kritisches zur Technik der Gesetzgebung und zur bisherigen Dogmatik des Privatrechts) promoviert, Gutachter war Ernst von Hippel. Esser habilitierte sich 1940 über Grundlagen und Entwicklung der Gefährdungshaftung, ebenfalls bei Hippel.
Esser lehrte an den Universitäten Greifswald (1941 bis 1943), Innsbruck (1943 bis 1949) und Mainz (1949 bis 1961) und wirkte als Leiter der Rechtsabteilung der Internationalen Atomenergiebehörde, bevor er 1961 einen Ruf an die Universität Tübingen annahm. Hier lehrte er bis zu seiner im Jahr 1977 erfolgten Emeritierung, Rufe nach Wien, Bonn, Freiburg und Konstanz lehnte er ab. 1973 wurde er als ordentliches Mitglied in die Heidelberger Akademie der Wissenschaften aufgenommen. Die Universitäten Gent (1969) und Löwen (1976) haben ihm die Ehrendoktorwürde verliehen.
Sein bekanntestes Werk ist ein Lehrbuch des Schuldrechts, das etliche Auflagen erlebte und von seinen Schülern fortgeführt wurde. Essers Forschungsschwerpunkte waren das Allgemeine Schuldrecht, die Methodenlehre und die Rechtsvergleichung. Seine Bedeutung wurde durch seine methodischen und rechtstheoretischen Arbeiten begründet, wie Grundsatz und Norm in der richterlichen Rechtsfortbildung (1956) und Vorverständnis und Methodenwahl in der Rechtsfindung (1970), die auch international Beachtung fanden.
Esser war ab 1933 Mitglied der NSDAP (Mitgliedsnummer: 2.398.843).